# Hortobágy-halastavi Kisvasút
Koordináták: é. sz. 47° 36′ 20″, k. h. 21° 04′ 11″47.605481°N 21.069639°E
A Hortobágy-halastavi Kisvasút egy Hajdú-Bihar vármegyében található 760 milliméteres nyomtávú kisvasút a hortobágyi halastavak területén. Jelenleg csak turisztikai célokat szolgál, nyáron menetrend szerint közlekedik. Érdekessége, hogy közbülső megállóhelyei neves ornitológusok, természetvédők neveit viselik.

## Megközelítése

### Vasúton
Vonattal a Debrecen–Füzesabony-vasútvonal Hortobágyi Halastó megállóhelyén kell leszállni. A kisvasút állomása néhány méterre található a MÁV-állomástól.

### Közúton
A 33-as főút 67. kilométere közelében lévő leágazásnál észak felé kanyarodva, a 33 115-ös számú mellékúton érhető el a kisvasút induló állomása (a lehajtót tábla jelöli), körülbelül 1,3 kilométeres letéréssel, az útnak a vasúti kereszteződése után balra fordulva. Ingyenes parkolási lehetőség van a kisvasút végállomásánál.

## Története
A kisvasút létrejötte a környékén található halastavakhoz kötődik. A mesterséges tavakat kifejezetten a haltenyésztésre alakították ki a 19. században. Ezeknek a kiszolgálására létesítettek egy kisvasutat 1915-ben, lóvontatással. Feladata befele irányba a haleledel, míg visszafelé a kifogott halak szállítása volt, utasokat nem szállított. Kiépülése fokozatosan történt, a hálózat legnagyobb hossza körülbelül 35 km volt, behálózva a halastavakat és összekötve a őket a Debrecen–Füzesabony-vasútvonallal.
A vasút később kis teljesítményű dízelmozdonyokat kapott, amelyikből az egyik motoros vontató máig megtalálható a vasúton.
A motorizációval a teherszállítás fokozatosan átkerült a közútra, a kisvasút pedig feladat nélkül maradt és megkezdődött a felszámolása.
A Hortobágyi Nemzeti Park (HNP) viszont meglátta benne a turisztika lehetőségét, az utolsó szakaszt megmentették a felszámolástól és megindult a felújítás. Az első utasokat szállító szerelvény 2007-ben indult el, akkor még csak a MÁV Hortobágyi Halastó megállóhelye és a 6-os számú halastó között. A turisztikai felhasználás sikeresnek látszott, így a vonalat visszahosszabbították a legnagyobb, Kondás nevű halastóhoz, ahol magaslest és halastavi tanösvényt is építettek. A tanösvény végállomása a Kondás-tónál van, ahol egy pallóúton a betekintő állomásokon pedig a természetes élőhelyén  közelebbről lehet találkozni a hortobágyi madárvilággal.

## Járműpark
A kisvasút nem túl nagy járműparkkal rendelkezik. Összesen 2 db mozdonyuk van egy C-50 (C50-403) típusú és egy motoros vontató. A C-50-es szokott személyvonatokat húzni, a másikat pályafenntartásra használják. A személyszállítás megindulásakor 3 db kis kéttengelyes személykocsi volt, ám a nagyobb igény miatt 2016-ban építettek házilag még egy kicsit nagyobb, négy tengelyes kocsit is. Továbbá vannak még a vasúton a teherszállítás korszakából megmaradt teherkocsik is.

## Megállóhelyek
| 335 (Hortobágyi-Halastó ↔ Kondás tó) |                                  |           |                                                          |
| menetidő ↓                           | Állomás vagy megállóhely neve    | menetidő↑ | Fontosabb létesítmény                                    |
| 0                                    | Hortobágyi Halastó (MÁV-állomás) | 23        | Debrecen–Füzesabony-vasútvonal                           |
| 5                                    | Lukas Hoffmann megállóhely       | 18        | halastavak, magasles                                     |
| 10                                   | Konrad Lorenz megállóhely        | 13        | halastavak, magasles                                     |
| 15                                   | Peter Scott megállóhely          | 8         | halastavak, magasles                                     |
| 23                                   | Festetics Antal állomás          | 0         | halastavak (4-es, 6-os és Kondás), magasles, vízi sétány |

## Galéria

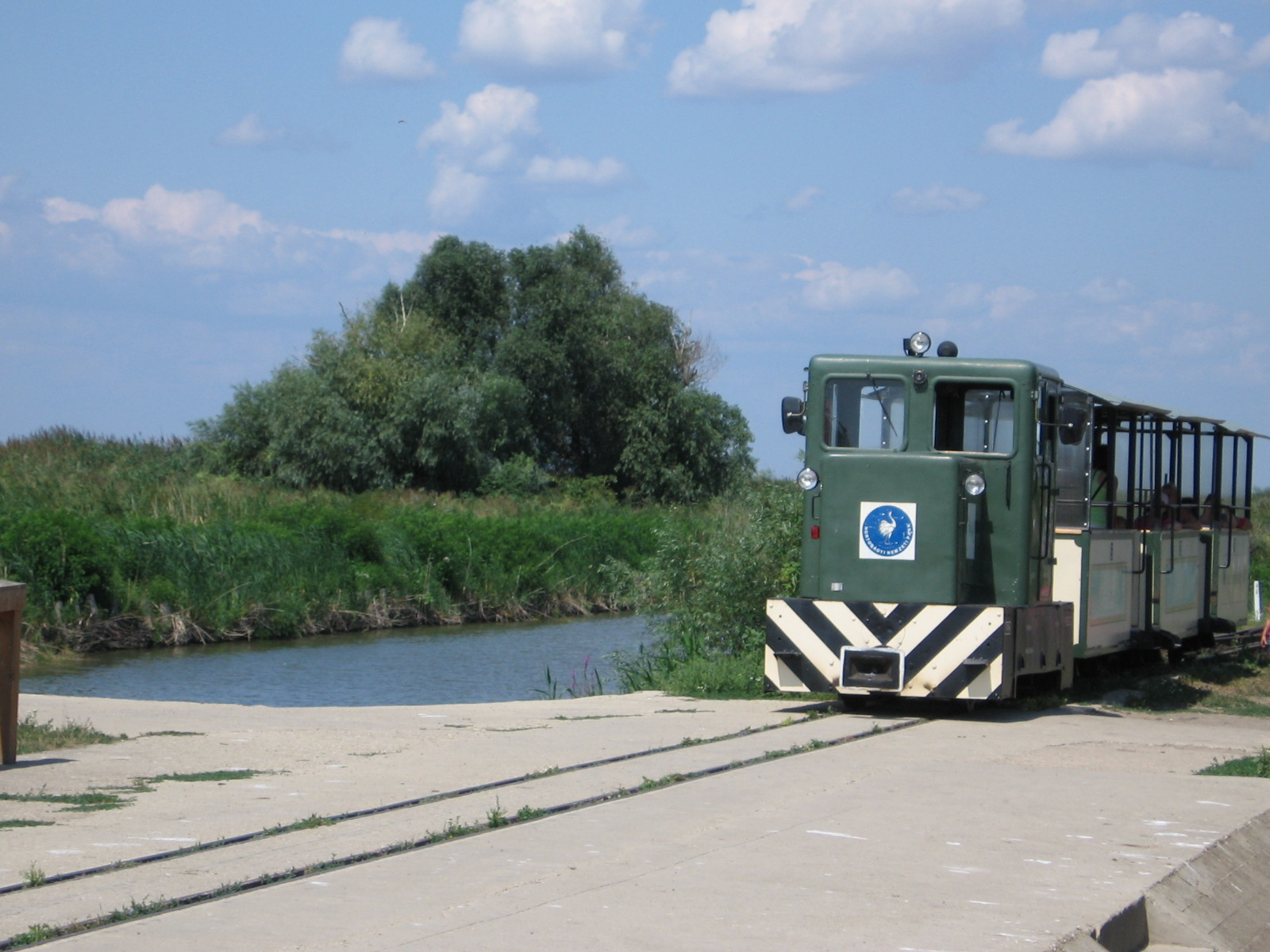
C-50 típusú mozdony
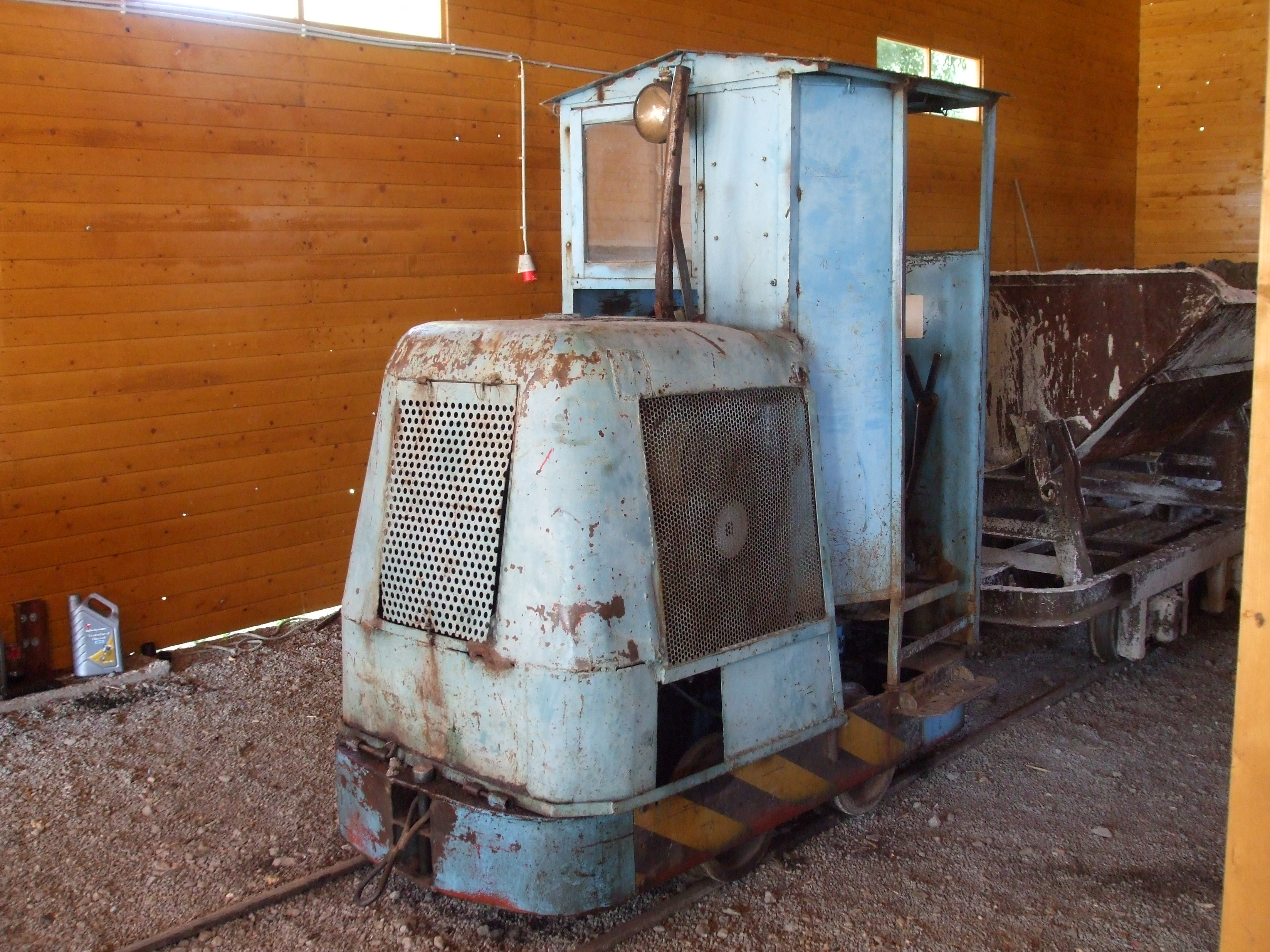
MV kuli, pályafenntartó mozdony
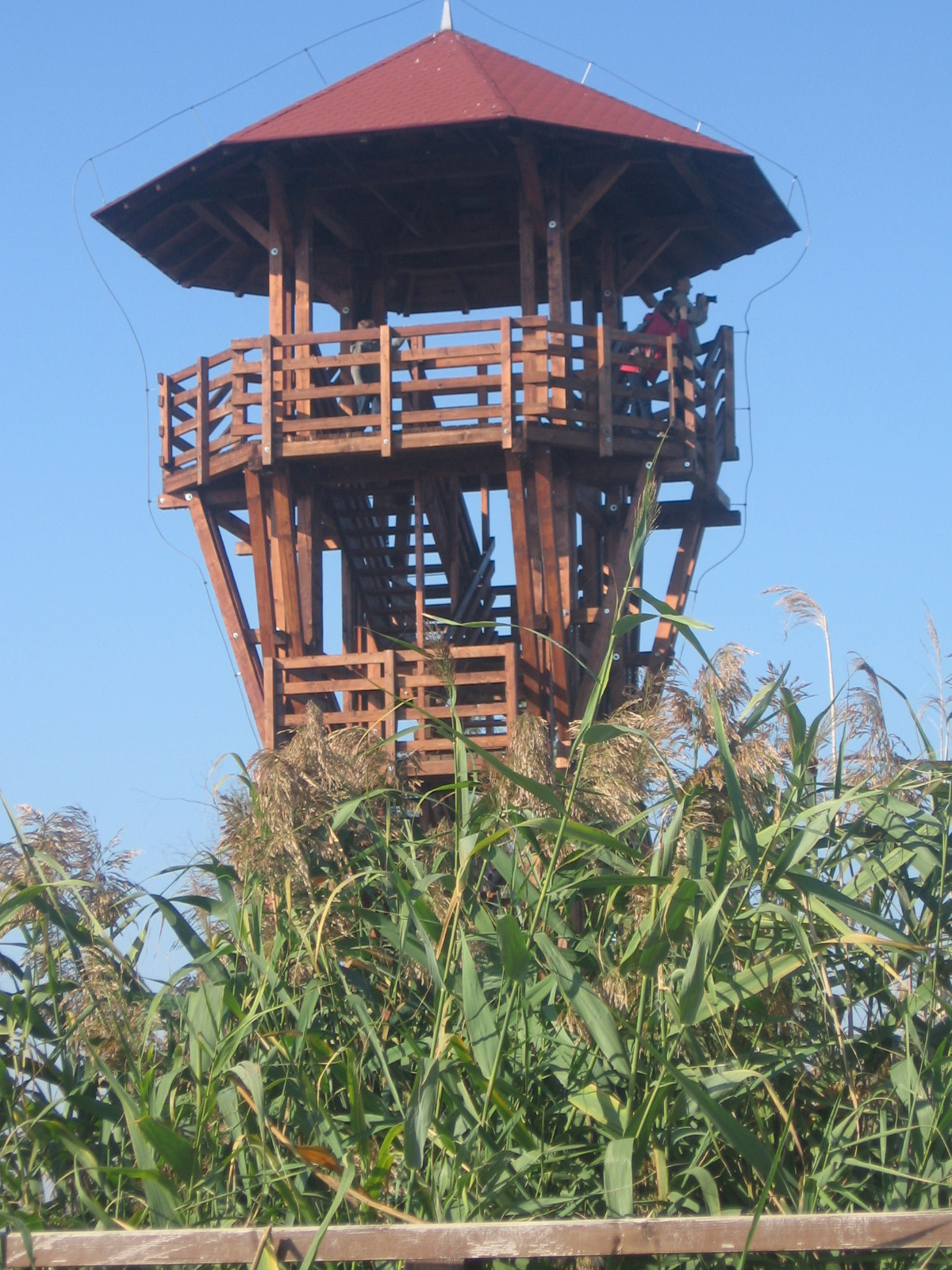
A végállomáson nemrég épült magasles
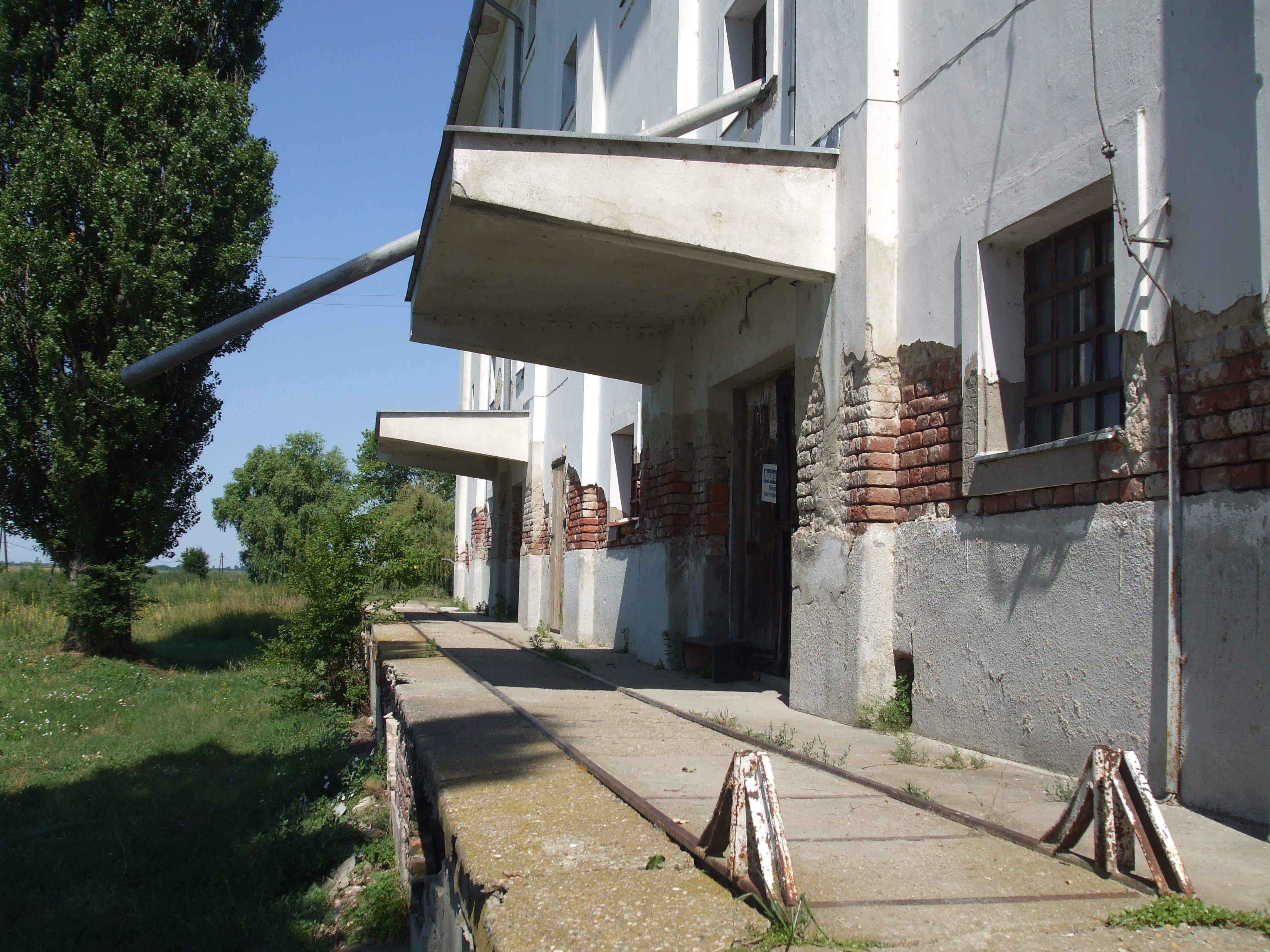
Régi Rakodó a nagyvasúti állomásnál
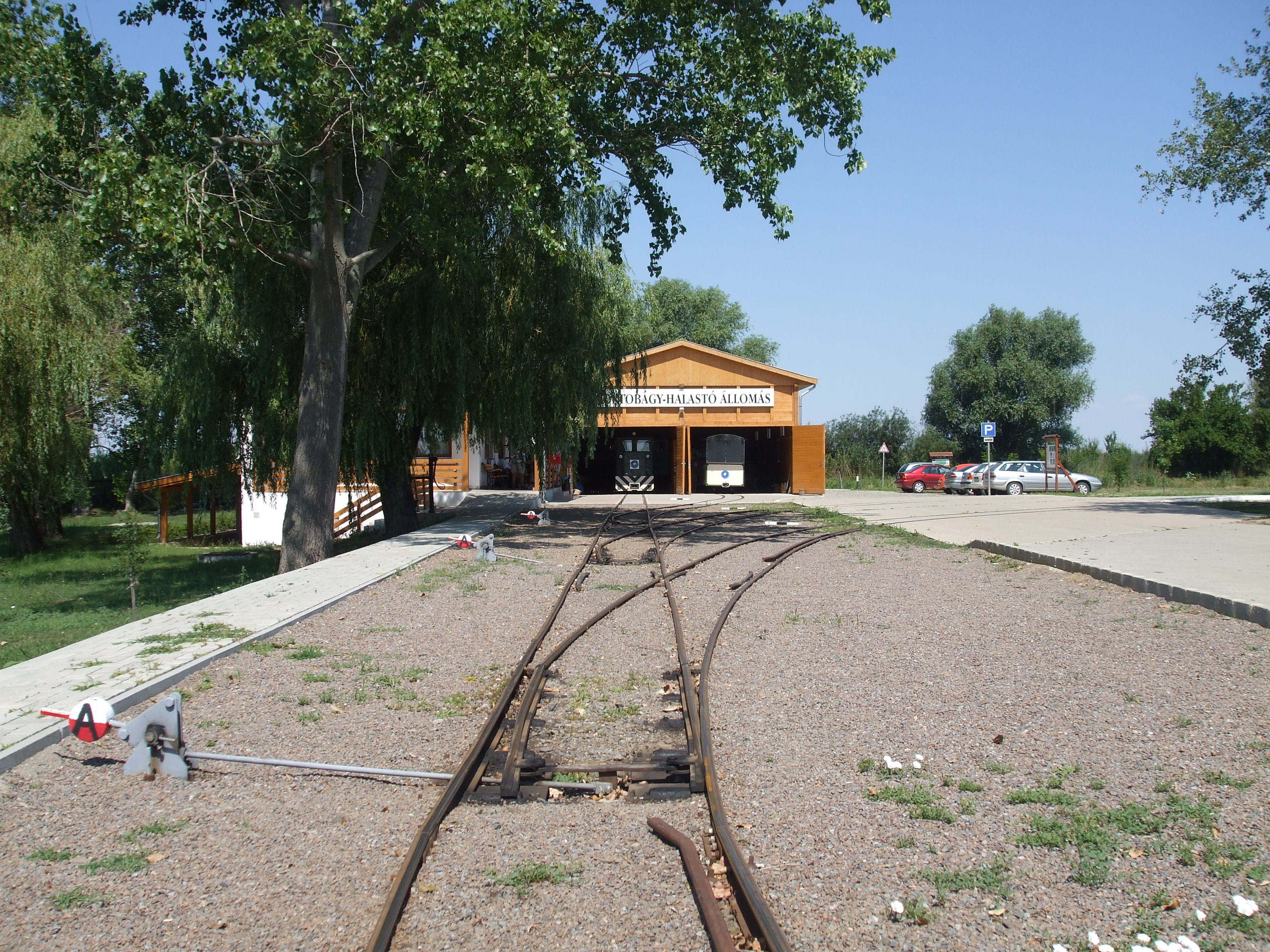
Sínek
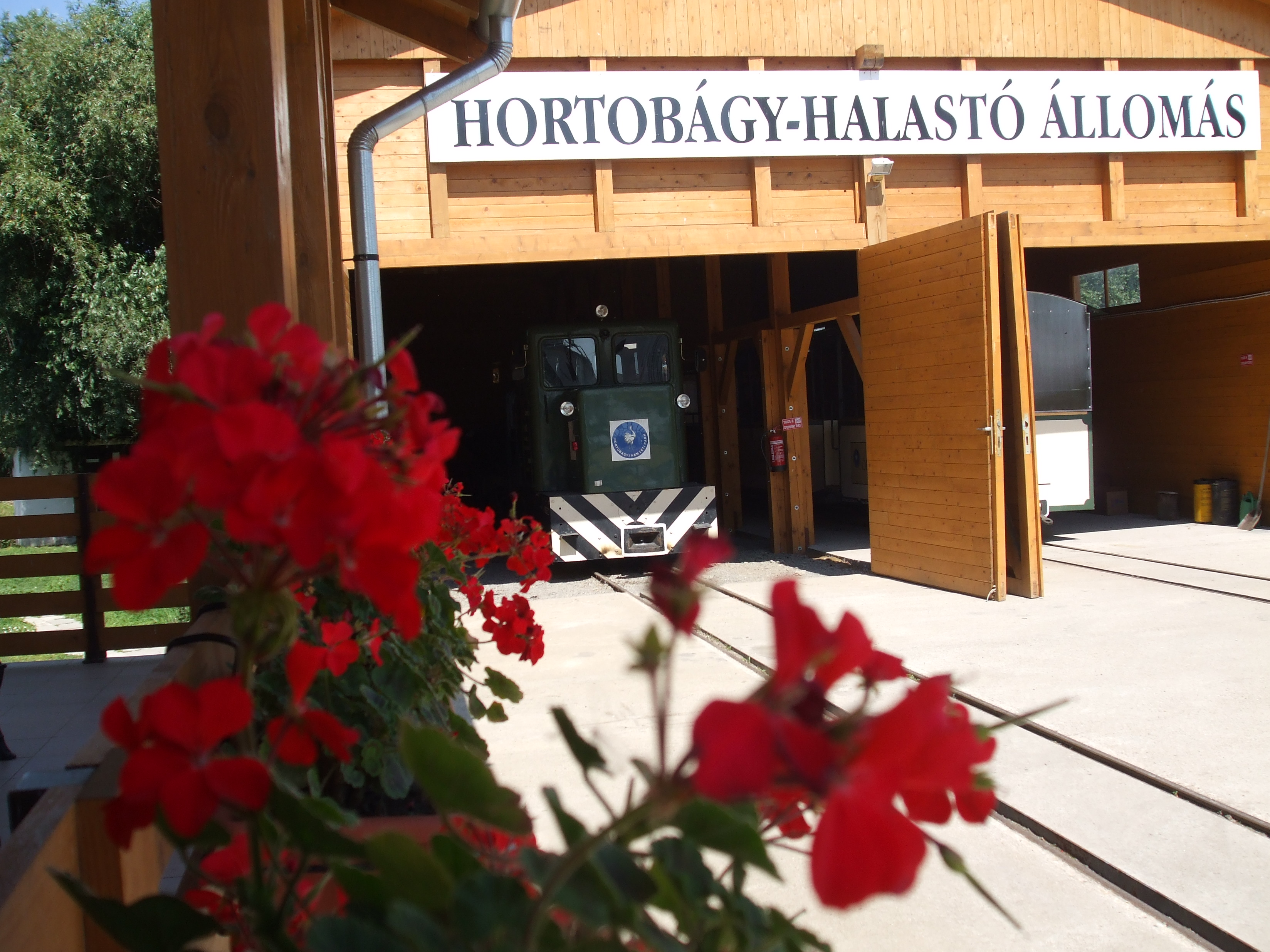
Kocsiszín
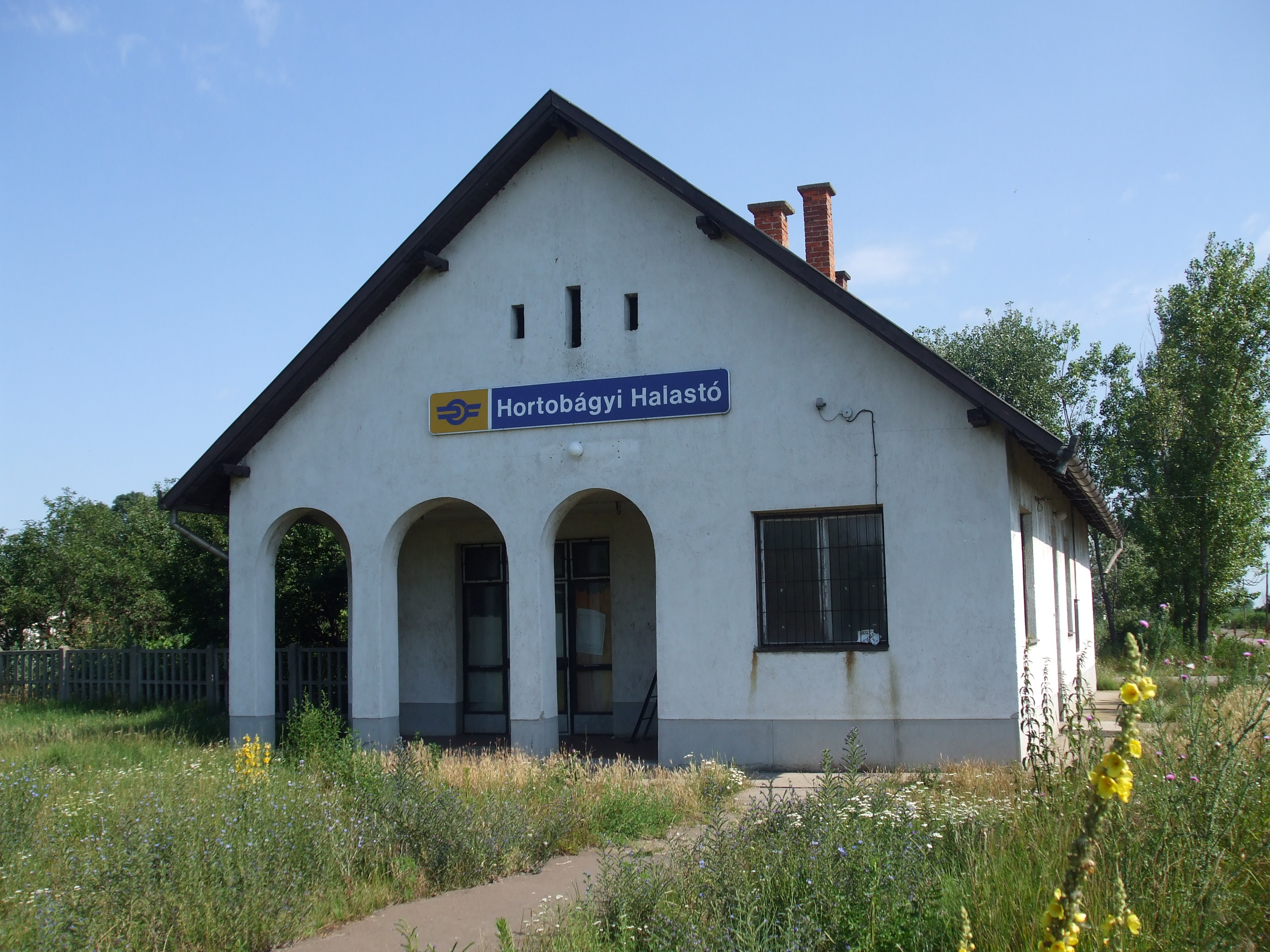
Hortobágy–Halastó nagyvasúti állomás

### Videók
- Utazás a kisvasúton – YouTube-videó
- A még ipari kisvasútként 1998-ban – YouTube-videó